# 14.ª etapa do Giro d'Italia de 2019
A 14.ª etapa do Giro d'Italia de 2019 teve lugar a 25 de maio de 2019 entre Saint-Vincent e Courmayeur sobre um percurso de 131 km e foi vencida em solitário pelo ciclista equatoriano Richard Carapaz da equipa Movistar, quem completou a sua segunda vitória de etapa na presente edição do Giro e se converteu no novo portador da Maglia Rosa. Assim mesmo, Carapaz se converteu no primeiro ciclista do seu país a vestir a Maglia Rosa e em liderar uma grande volta.

## Classificação da etapa
| \| Classificação por etapas \| Classificação por etapas \| Classificação por etapas \| Classificação por etapas \| Classificação por etapas \| \| Ciclista \| Ciclista \| Equipe \| Tempo \| \| \| ------------------------ \| ------------------------ \| ------------------------ \| ------------------------ \| ------------------------ \| \| 1. \| Richard Carapaz \| Movistar Team \| 4h02m23s \| \| \| 2. \| Simon Yates \| Mitchelton-Scott \| + 1m32s \| \| \| 3. \| Vincenzo Nibali \| Bahrain-Merida \| + 1m54s \| \| \| 4. \| Rafał Majka \| Bora-Hansgrohe \| + 1m54s \| \| \| 5. \| Mikel Landa \| Movistar Team \| + 1m54s \| \| \| 6. \| Miguel Ángel López \| Astana \| + 1m54s \| \| \| 7. \| Pavel Sivakov \| Team Ineos \| + 1m54s \| \| \| 8. \| Primož Roglič \| Team Jumbo-Visma \| + 1m54s \| \| \| 9. \| Joe Dombrowski \| EF Education First \| + 1m54s \| \| \| 10. \| Damiano Caruso \| Bahrain-Merida \| + 2m01s \| \| |                    |                    |          |
| |                    |                    |          |
| Fonte: ProCyclingStats |                    |                    |          |
| Classificação por etapas |                    |                    |          |
| Ciclista | Ciclista           | Equipe             | Tempo    |
| 1. | Richard Carapaz    | Movistar Team      | 4h02m23s |
| 2. | Simon Yates        | Mitchelton-Scott   | + 1m32s  |
| 3. | Vincenzo Nibali    | Bahrain-Merida     | + 1m54s  |
| 4. | Rafał Majka        | Bora-Hansgrohe     | + 1m54s  |
| 5. | Mikel Landa        | Movistar Team      | + 1m54s  |
| 6. | Miguel Ángel López | Astana             | + 1m54s  |
| 7. | Pavel Sivakov      | Team Ineos         | + 1m54s  |
| 8. | Primož Roglič      | Team Jumbo-Visma   | + 1m54s  |
| 9. | Joe Dombrowski     | EF Education First | + 1m54s  |
| 10. | Damiano Caruso     | Bahrain-Merida     | + 2m01s  |

## Classificações ao final da etapa

### Classificação geral(Maglia Rosa)
| \| Classificação geral \| Classificação geral \| Classificação geral \| Classificação geral \| Classificação geral \| \| Ciclista \| Ciclista \| Equipe \| Tempo \| \| \| ------------------- \| ------------------- \| ------------------- \| ------------------- \| ------------------- \| \| 1. \| Richard Carapaz \| Movistar Team \| 58h35m34s \| \| \| 2. \| Primož Roglič \| Team Jumbo-Visma \| + 7s \| \| \| 3. \| Vincenzo Nibali \| Bahrain-Merida \| + 1m47s \| \| \| 4. \| Rafał Majka \| Bora-Hansgrohe \| + 2m10s \| \| \| 5. \| Mikel Landa \| Movistar Team \| + 2m50s \| \| \| 6. \| Bauke Mollema \| Trek-Segafredo \| + 2m58s \| \| \| 7. \| Jan Polanc \| UAE Team Emirates \| + 3m29s \| \| \| 8. \| Pavel Sivakov \| Team Ineos \| + 4m55s \| \| \| 9. \| Simon Yates \| Mitchelton-Scott \| + 5m28s \| \| \| 10. \| Miguel Ángel López \| Astana \| + 5m30s \| \| |                    |                   |           |
| |                    |                   |           |
| Fonte: ProCyclingStats |                    |                   |           |
| Classificação geral |                    |                   |           |
| Ciclista | Ciclista           | Equipe            | Tempo     |
| 1. | Richard Carapaz    | Movistar Team     | 58h35m34s |
| 2. | Primož Roglič      | Team Jumbo-Visma  | + 7s      |
| 3. | Vincenzo Nibali    | Bahrain-Merida    | + 1m47s   |
| 4. | Rafał Majka        | Bora-Hansgrohe    | + 2m10s   |
| 5. | Mikel Landa        | Movistar Team     | + 2m50s   |
| 6. | Bauke Mollema      | Trek-Segafredo    | + 2m58s   |
| 7. | Jan Polanc         | UAE Team Emirates | + 3m29s   |
| 8. | Pavel Sivakov      | Team Ineos        | + 4m55s   |
| 9. | Simon Yates        | Mitchelton-Scott  | + 5m28s   |
| 10. | Miguel Ángel López | Astana            | + 5m30s   |

### Classificação por pontos(Maglia Ciclamino)
| Classificação por pontos | Classificação por pontos | Classificação por pontos    | Classificação por pontos | Classificação por pontos |
| Ciclista                 | Ciclista                 | Equipe                      | Pontos                   |                          |
| ------------------------ | ------------------------ | --------------------------- | ------------------------ | ------------------------ |
| 1.                       | Arnaud Démare            | Groupama-FDJ                | 194 pts                  |                          |
| 2.                       | Pascal Ackermann         | Bora-Hansgrohe              | 183 pts                  |                          |
| 3.                       | Richard Carapaz          | Movistar Team               | 72 pts                   |                          |
| 4.                       | Davide Cimolai           | Israel Cycling Academy      | 50 pts                   |                          |
| 5.                       | Primož Roglič            | Team Jumbo-Visma            | 49 pts                   |                          |
| 6.                       | Fausto Masnada           | Androni Giocattoli-Sidermec | 45 pts                   |                          |
| 7.                       | Damiano Cima             | Nippo-Vini Fantini-Faizanè  | 44 pts                   |                          |
| 8.                       | José Joaquín Rojas       | Movistar Team               | 44 pts                   |                          |
| 9.                       | Rüdiger Selig            | Bora-Hansgrohe              | 38 pts                   |                          |
| 10.                      | Simon Yates              | Mitchelton-Scott            | 35 pts                   |                          |

### Classificação da montanha(Maglia Azzurra)
| Classificação da montanha | Classificação da montanha | Classificação da montanha   | Classificação da montanha | Classificação da montanha |
| Ciclista                  | Ciclista                  | Equipe                      | Pontos                    |                           |
| ------------------------- | ------------------------- | --------------------------- | ------------------------- | ------------------------- |
| 1.                        | Giulio Ciccone            | Trek-Segafredo              | 166 pts                   |                           |
| 2.                        | Richard Carapaz           | Movistar Team               | 64 pts                    |                           |
| 3.                        | Ilnur Zakarin             | Katusha-Alpecin             | 42 pts                    |                           |
| 4.                        | Gianluca Brambilla        | Trek-Segafredo              | 40 pts                    |                           |
| 5.                        | Fausto Masnada            | Androni Giocattoli-Sidermec | 35 pts                    |                           |
| 6.                        | Damiano Caruso            | Bahrain-Merida              | 31 pts                    |                           |
| 7.                        | Primož Roglič             | Team Jumbo-Visma            | 30 pts                    |                           |
| 8.                        | Iván Ramiro Sosa          | Team Ineos                  | 30 pts                    |                           |
| 9.                        | Mikel Nieve               | Mitchelton-Scott            | 28 pts                    |                           |
| 10.                       | Domenico Pozzovivo        | Bahrain-Merida              | 26 pts                    |                           |

### Classificação dos jovens(Maglia Bianca)
| Classificação dos jovens | Classificação dos jovens | Classificação dos jovens | Classificação dos jovens | Classificação dos jovens |
| Ciclista                 | Ciclista                 | Equipe                   | Tempo                    |                          |
| ------------------------ | ------------------------ | ------------------------ | ------------------------ | ------------------------ |
| 1.                       | Pavel Sivakov            | Team Ineos               | 58h40m29s                |                          |
| 2.                       | Miguel Ángel López       | Astana                   | + 35s                    |                          |
| 3.                       | Valentin Madouas         | Groupama-FDJ             | + 8m15s                  |                          |
| 4.                       | Hugh Carthy              | EF Education First       | + 9m43s                  |                          |
| 5.                       | Giulio Ciccone           | Trek-Segafredo           | + 18m12s                 |                          |
| 6.                       | Edward Dunbar            | Team Ineos               | + 20m55s                 |                          |
| 7.                       | Ben O'Connor             | Dimension Data           | + 26m05s                 |                          |
| 8.                       | Iván Ramiro Sosa         | Team Ineos               | + 33m15s                 |                          |
| 9.                       | Lucas Hamilton           | Mitchelton-Scott         | + 42m17s                 |                          |
| 10.                      | Nans Peters              | AG2R La Mondiale         | + 47m59s                 |                          |

### Classificação por equipas"Super Team"
| Classificação por equipes | Classificação por equipes | Classificação por equipes | Classificação por equipes |
| Equipe                    | Equipe                    | Tempo                     |                           |
| ------------------------- | ------------------------- | ------------------------- | ------------------------- |
| 1.                        | Movistar Team             | 175h55m50s                |                           |
| 2.                        | EF Education First        | + 27m37s                  |                           |
| 3.                        | Bahrain-Merida            | + 31m18s                  |                           |
| 4.                        | Astana                    | + 34m17s                  |                           |
| 5.                        | Ineos                     | + 34m38s                  |                           |
| 6.                        | Mitchelton-Scott          | + 36m57s                  |                           |
| 7.                        | Trek-Segafredo            | + 44m18s                  |                           |
| 8.                        | Bora-hansgrohe            | + 48m20s                  |                           |
| 9.                        | AG2R La Mondiale          | + 55m35s                  |                           |
| 10.                       | Team Jumbo-Visma          | + 1h07m12s                |                           |

## Abandonos
- Sam Oomen, abandonou depois de sofrer uma queda nos primeiros quilómetros da etapa.[2]
- Enrico Barbin, abandonou durante a etapa.[3]